# 中華民國陸軍航空第六〇一旅
陸軍航空第六〇一旅是中華民國陸軍的陸軍航空兵武裝部隊，隸屬陸軍航空特戰指揮部。 。

## 編制
- 旅長 一位 少將
- 副旅長 一位 上校
- 參謀主任 一位 上校
- 政戰主任 一位 上校
- 第1攻擊作戰隊隊長 一位 上校
- 第2攻擊作戰隊隊長 一位 上校
- 突擊作戰隊隊長 一位 上校
- 戰搜作戰隊隊長 一位 上校
- 旅部連長 一位 少校
- 通資航管連長 一位 少校
- 警衛連長 一位 少校
- 監察官 一位 少校
- 保防官 一位 少校
- 心輔官 一位 上尉
- 士官督導長 一位 士官長

## 裝備
- 陸軍航空第601旅編制兵力2,124人。
  - 第1攻擊作戰隊15架(AH-64E阿帕契攻擊直升機)
  - 第2攻擊作戰隊14架(AH-64E阿帕契攻擊直升機)
  - 突擊作戰隊15架(UH-60M黑鷹通用直升機)
  - 戰搜作戰隊13架(OH-58奇奧瓦偵察直升機)

## 對外軍事合作
2020年8月，陸軍航空601旅官兵著中華民國軍服到美國在台協會辦公室內，與美軍第25戰鬥航空旅開視訊會議，《自由时报》称之為台美軍事交流合作的重大突破。该美军旅亦與陸軍航空601旅締結姐妹旅的美軍單位。

## 圖片集

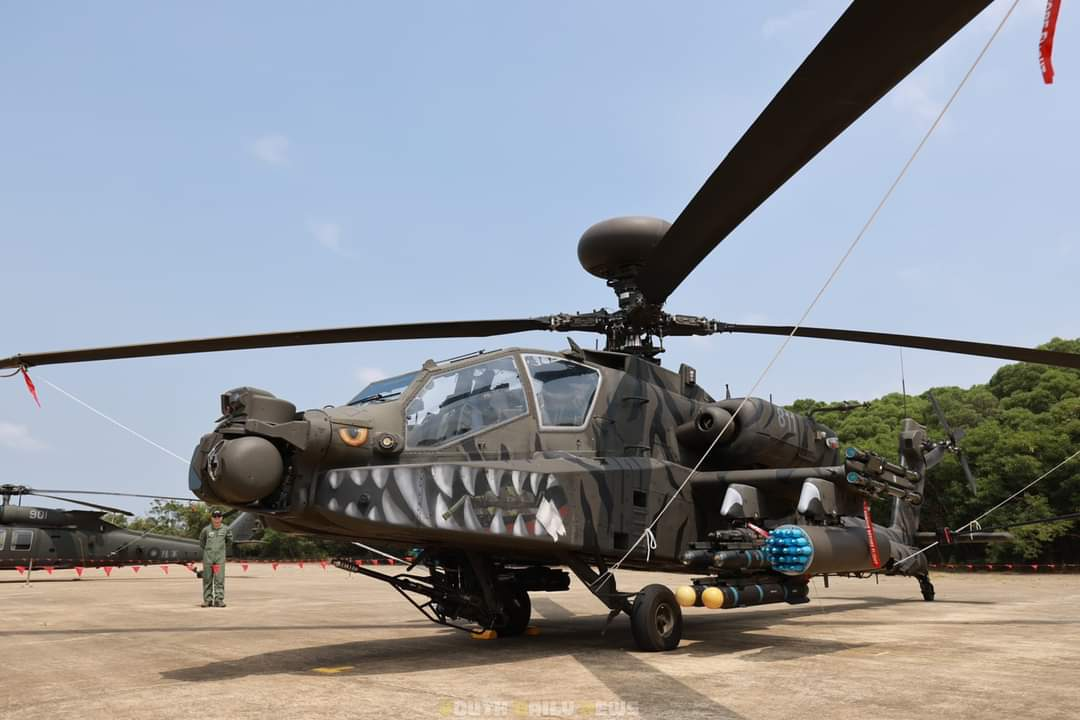
AH-64E攻擊直升機
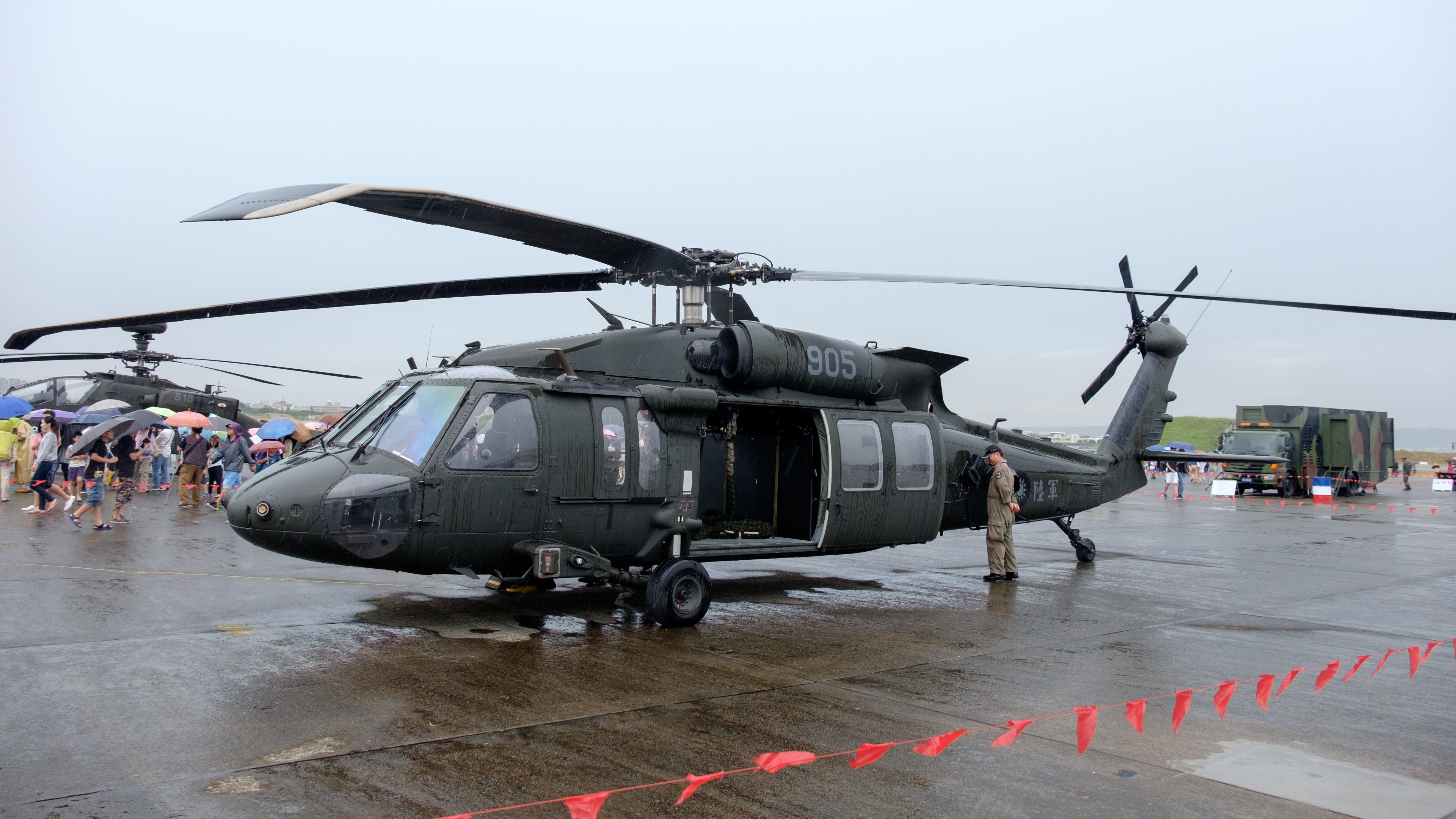
UH-60M黑鷹通用直升機
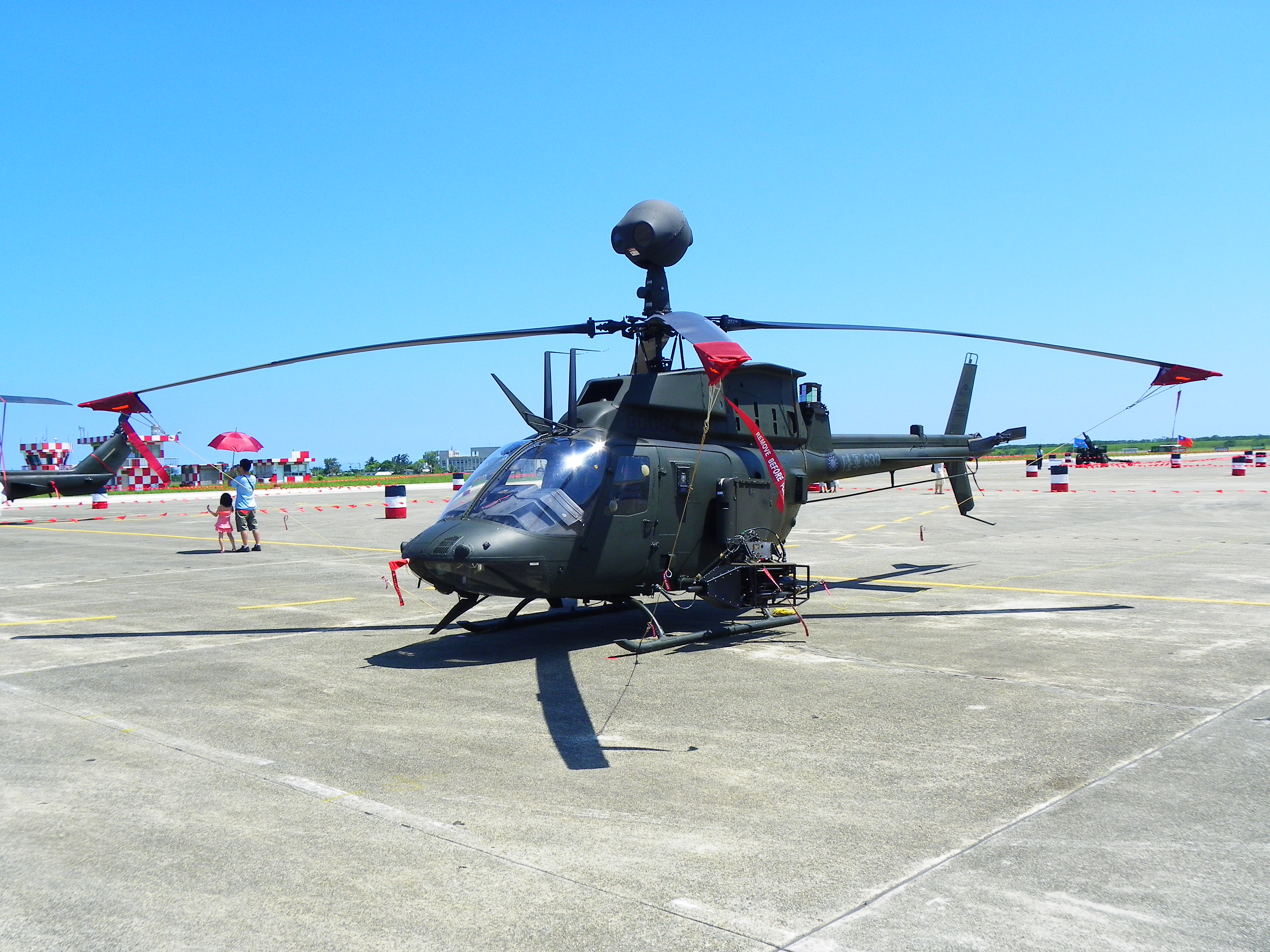
OH-58D偵察直升機
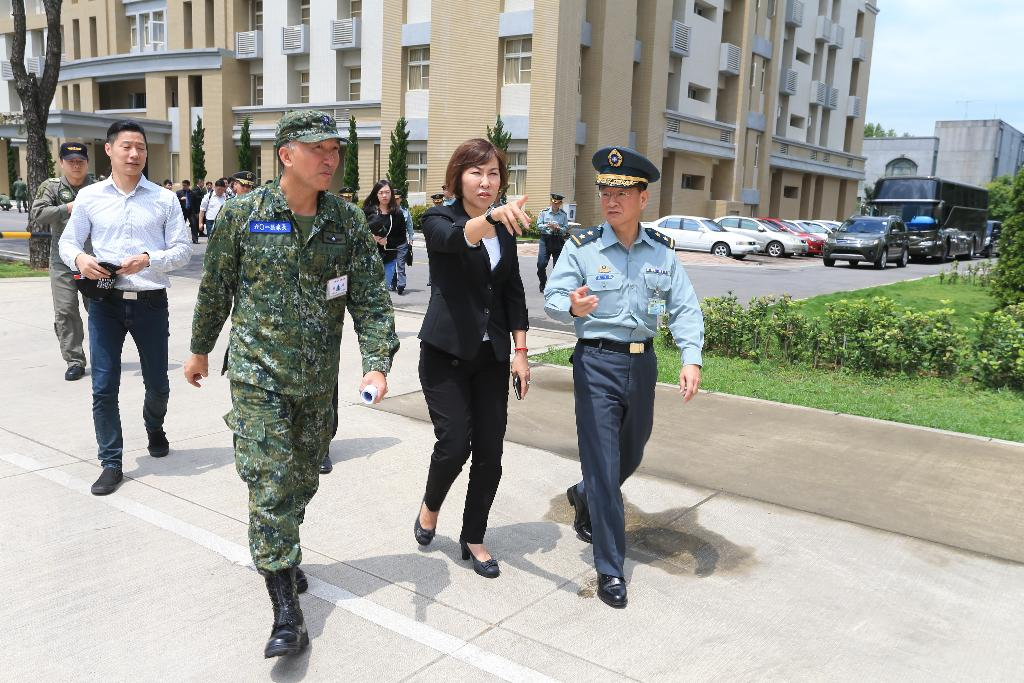
立委考察陸軍航空601旅